# Cantone di Le Fossat
Il Cantone di Le Fossat era una divisione amministrativa dell'arrondissement di Pamiers.
A seguito della riforma approvata con decreto del 18 febbraio 2014, che ha avuto attuazione dopo le elezioni dipartimentali del 2015, è stato soppresso.

## Composizione
Comprendeva i comuni di:
- Artigat
- Carla-Bayle
- Castéras
- Durfort
- Le Fossat
- Lanoux
- Lézat-sur-Lèze
- Monesple
- Pailhès
- Sainte-Suzanne
- Saint-Ybars
- Sieuras
- Villeneuve-du-Latou